# Bornella
Bornella is een geslacht van weekdieren uit de klasse van de Gastropoda (slakken).

## Soorten
- Bornella anguilla Johnson, 1984
- Bornella calcarata Mörch, 1863
- Bornella dotoides Pola, Rudman & Gosliner, 2009
- Bornella excepta Bergh, 1884
- Bornella hermanni Angas, 1864
- Bornella irvingi Edmunds & Preece, 1996
- Bornella johnsonorum Pola, Rudman & Gosliner, 2009
- Bornella pele Pola, Rudman & Gosliner, 2009
- Bornella sarape Bertsch, 1980
- Bornella simplex Eliot, 1904
- Bornella stellifera (A. Adams & Reeve [in A. Adams], 1848)
- Bornella valdae Pola, Rudman & Gosliner, 2009